# Підгорненський сільський округ
Підго́рненський сільський округ (каз. Подгорное ауылдық округі, рос. Подгорненский сельский округ) — адміністративна одиниця у складі Жаксинського району Акмолинської області Казахстану. Адміністративний центр та єдиний населений пункт — село Підгорне.
Населення — 709 осіб (2021; 789 у 2009, 1023 у 1999, 1088 у 1989).
Станом на 1989 рік існувала Підгорненська сільська рада (село Підгорне).